# عبد الرحمن الكتاني
عبد الرحمن الكتَّاني (1338- 1444 هـ / 1919- 2022 م) محدِّث مُسنِد وفقيه مسلم مغربي، من أعلى المسنِدين إسنادًا في وقته، وهو ابن المحدِّث المؤرِّخ عبد الحي الكتاني، وعمُّه هو المحدِّث والشاعر والسياسي أبو الفيض الكتاني.

## سيرته
ولد عبد الرحمن بن عبد الحي الكتاني في مدينة فاس في المغرب، أواخرَ شهر صفر 1338هـ/ نوفمبر 1919م. أخذ العلم عن والدهِ الذي كان مجلسُه من مجالس العلم في فاس، وكلَّف من يُشرف على تهذيبه وتعليمه، وخصَّص له من يأخذ عنهم من أعلام جامع القرويين؛ فكان منهم: أبو الشتاء الصنهاجي، وعبد الله العلوي الفضيلي، والحسين العراقي، وأحمد بن محمد العمراني، وعبد الرحمن ابن القرشي الإمامي، وغيرهم من العلماء الأعلام.
وتتلمذ على يد الشيوخ وأجيز منهم بإجازات علمية في السنة النبوية. وكان في مقدمتهم والدهِ المحدِّث المؤرِّخ عبد الحي الكتاني صاحب فهرس الفهارس، وهو العمدة في سماع الحديث فقد لازم والده وخدمه أكثر حياته وكان الأب يسميه بصاحب الوقت، ومنهم ابن خال والده الشيخ محمد بن جعفر بن إدريس الكتاني، وكذلك محمد إدريس بن محمد المهدي بن محمد بن علي السنوسي ملك ليبيا، أما عن شيوخه الذين أجازوه فهم بالعشرات ومن مختلف الأقطار، فقد أجازه كل من الجزائري محمد الديسي البوسعادي الهاملي المتوفى سنة 1339هـ، والهندي أحمد رضا علي خان البريولي المتوفى سنة 1340هـ، والمصري محمد بسيوني القرنشاوي المتوفى سنة 1342هـ، والسوري محمد عابدين الدمشقي المتوفى سنة 1343هـ، وشيخ الأزهر حسونة بن عبد الله النواوي، وقاضي تونس ومفتيها محمد الطيب النيفر، المتوفى سنة 1345هـ، وشيخ جامع الزيتونة محمد الطاهر بن عاشور المتوفى سنة 1393هـ، وغيرهم ولهُ مؤلفات في الفقه والحديث وغيرهما.

## وفاته
توفي عبد الرحمن الكتاني في المغرب، عصر الثلاثاء 12 جُمادى الأولى سنة 1444هـ الموافق 6 ديسمبر 2022م، عن عمر ناهز 103 سنوات.